# 쇤빌 SBB역
쇤빌 SBB역(독일어: Bahnhof Schönbühl SBB)은 스위스 베른주의 우르테넨-쇤빌 시정촌에 있는 기차역이다. 스위스 연방 철도의 표준궤 올텐-베른선의 중간 정류장이다. 이 역은 쇤빌 RBS에서 남쪽으로 약 290미터 떨어진 베른-졸로투른 지역교통의 1,000mm 미터궤 졸로투른-보르프라우펜선의 노선에 있다.

## 운행편
다음 서비스는 쇤빌 SBB에서 정차한다.
- 베른 S-반 S4 : 툰과 랑나우 사이를 매시간 운행한다.